# 水谷優子のアニメ探偵団II
水谷優子のアニメ探偵団II（みずたにゆうこのアニメたんていだんツー）は声優の水谷優子がDJを務めたラジオ番組。通称・略称は「アニ探」、「アニ探2」。

## 放送内容・概要
- 1990年秋のナイターオフシーズンに「水谷優子のアニメ探偵団」としてスタートし、その半年後にタイトルを「水谷優子のアニメ探偵団II」に改題した。製作が綜合放送の番組としては珍しいアニラジで900回を超える長寿番組であった。スポンサーが無く、地方局のみの放送ながらも、都市部のラジオ番組と比べて制約にしばられない番組づくりが行われた。
- アニメ探偵団（無印）開始当初は昔のアニメソングを主に流していたが、その後はトーク・コーナー・リクエストが中心となり、数か月に1回は特定のアニメソングを特集して集中的に放送した。またスポンサーがないため、レコード会社に制約はなく、オンエアされるアニメソングは広範囲に及ぶ。
- オープニングテーマは「II」にリニューアル直後は「YASU-けくナイ!」、1992年6月以降は「100万倍の勇気」のインストゥルメンタルバージョン。
- 年に1回高知県で行われるまんが甲子園に水谷が毎年恒例で登場するようになってからは公開録音も行った。
- 2009年4月以降、番組宛の投稿は郵送に加えて電子メールでの応募も出来るようになった。
- 2009年10月4日の秋田放送・山陰放送での放送をもって、19年の歴史に幕を閉じた、1990年からの通算放送回数は991回。同改編以降は高知放送のみ後継番組「アニメ探偵団3」が放送されることになったが、水谷は出演しなかった。

## コーナー
ザ・優子の銘
ことわざをダジャレで改変するコーナー。
あなたの町のボケボケちゃん
リスナーのボケやドジな体験談を紹介するコーナーである。
依頼ことクエスチョン
何かについて調査するコーナーである。
今週の気持ちいい
色々なシチュエーションに対して「ああ、気持ちいい」と叫ぶコーナー。
愛って何?
愛についての悩みに答えるコーナー。
優子の元気あげます
今週のごめんなさい
番組の最後に放送内容を反省するコーナー。
優子を探せ!
○○の番組に脇役・ゲスト・ナレーションに優子が出演していたという情報をタレこむコーナーである。
その出演した番組に対して水谷が裏話などを語る。
ももさだガエルのコーナー
秋田県秋田市の新屋海浜公園にあるカエルの石像のように、自分の町にある変な場所を紹介するコーナー。
私のマイブーム
自分や身の回りの流行っていることをアピールするコーナーである。
迷い込んだラヴ・レター
特定の人へのラブレターを読んで貰うコーナーである。
生歌HAPPY HAPPY BIRTHDAYリクエスト
優子のアルバム『パーリング』に収録されている「HAPPY HAPPY BIRTHDAY」またはアルバム「バースデーディスク スコーピオ」に収録されている「ハッピーバースデー」を誕生日のリスナーの名前を織り込んで優子が生で歌うコーナーである。
なお、投函する場合は、番組で読まれるまでのタイムラグが発生しやすいため、他コーナーの内容と一緒に書かずにハガキ1枚で早めに投函することが採用のコツとなっている。
部活に入ろう エンジョイクラブ
新入生にお薦めの部活や、部の活動報告を紹介するコーナーである。
優子の一口喝
優子が一言気合いのセリフを入れて投稿者に活を入れるコーナー。まれに、ゲストにもやらせることもある。
コーナージングルは草尾毅の「めざせ!1番!!」（テレビ東京系アニメ 『NG騎士ラムネ&40』後期オープニングテーマ）
怪しさ美味しさゴリラの鼻くそ大爆発
地方に存在する珍しい食べ物を紹介するコーナーである。コーナー名の「ゴリラの鼻くそ」は島根県の岡伊三郎商店が製造した黒豆甘納豆が由来で主に動物園の売店などで販売されている。略称「ゴリ鼻」。
ゴリもの
「ゴリ鼻」の別バージョンで食べ物以外の珍しいものを紹介するコーナーである。
今週のアッチョンブリケー
「アッチョンブリケー」と、ついつい叫んでしまう驚いたこと・出来事を紹介するコーナーである。
PJ4のアニメ探偵団2分室
高知放送OA分のみのコーナー。アシスタント4人組のユニット、PJ4がメイン。

## アシスタント
- 小林美佐
- 成瀬誠
- 立花慎之介
- 友永朱音

ゲストについては滅多に出演することがなく、年に数回ある程度である。
毎年春頃にはたてかべ和也がゲスト出演するのが恒例となっており、止まらないトークを繰り出していた。

## ネット局
番組終了時。放送が早い順に表記。
- 高知放送 土曜 22:30 - 23:30（うち20分間は高知コーナーを放送。以前は朝や日曜 11:15から放送していた時があった）
- 秋田放送 日曜 23:30 - 24:00
- 山陰放送 日曜 23:30 - 24:00（2009年3月までは土曜21:30 - 22:00）

## 過去のネット局
- 福井放送（2000年10月1日放送分で打ち切り。日曜23:00 - 23:30に放送されていた）
- 山形放送（2003年3月22日放送分で打ち切り。月曜21:05 - 21:30に放送されていた）
- 茨城放送（2000年10月 - 2004年3月、25分版）
- IBC岩手放送（2005年10月2日放送分で打ち切り。日曜24:30 - 25:00に放送されていた）
- 中国放送（1990年 - 2007年4月1日、（無印の）開始当初は日曜18:30 - 19:00、IIにリニューアルした1991年4月 - 9月は日曜16 - 17時台、1991年10月 - 1992年3月は土曜21:30 - 21:50、1992年4月から数年間は水曜23:00 - 23:30と変遷を重ね、以降は日曜25:30 - 25:45に放送されていた[2]）。
- 南日本放送（2009年3月で打ち切り。火曜24:30 - 25:00に放送されていた）
- 西日本放送（2009年4月で打ち切り。2008年9月までは日曜9:30 - 10:00、翌10月からは土曜17:00 - 17:15に放送されていた）

## 地方局の放送中止
- プロ野球中継延長、選挙特番、年末年始、五輪中継などの事情で一部の地方局では放送が休止されることが多い。通常、特番などで放送できない場合は別の時間帯に変更したり、日を改めてから放送することが多いが、綜合放送の製作であることと、番販ネットの都合がある事情から稀に1～2週遅れで放送する場合はあることもあるがその放送が度々休止されていた。特に中国放送（RCC）は多かった

## アニ探の木
美星天文台（びせいてんもんだい：井原市＜旧美星町＞）に「アニ探の木」が設置されている。これは水谷が当所に訪問し絵馬を掲げた後、多くのリスナーが訪れたため、一般訪問者と分離されて設置されているものである。ちなみに美星天文台にアニ探の木があるのは、水谷がアニメ作品「天地無用!」で美星（みほし）役を演じたことにちなんだものである。なお美星町のある岡山県の放送局ではこの番組は一度もネットされなかったが、南部では西日本放送がクリアに受信できていた。
なおこのアニ探の木は2025年現在も天文台に残されているかは不明。